# Max Carrasco
Max Carrasco (Belo Horizonte, 3 mei 1984) is een Braziliaans voormalig voetballer die als middenvelder speelde.

## Carrière
Carrasco begon zijn carrière in 2007 bij Marília AC en speelde tussen 2007 en 2015 voor Ipatinga FC, Vegalta Sendai en Luverdense EC.